# 索尔德河畔阿尔让
索尔德河畔阿尔让（法語：Argent-sur-Sauldre，法語發音：[aʁʒɑ̃ syʁ soldʁ]）是法国谢尔省的一个市镇，位于该省北部，和卢瓦雷省接壤，属于维耶尔宗区。

## 地理
索尔德河畔阿尔让（47°33'24"N, 2°26'35"E）面积67.35 平方千米，位于法国中央-卢瓦尔河谷大区谢尔省，该省份为法国中部省份，北起卢瓦雷省，西接卢瓦-谢尔省和安德尔省，南至克勒兹省，东南接阿列省，东临涅夫勒省。
与索尔德河畔阿尔让接壤的市镇（或旧市镇、城区）包括：內爾河畔歐比尼、布朗卡福尔、克莱蒙、圣蒙泰娜、塞尔东、库隆。

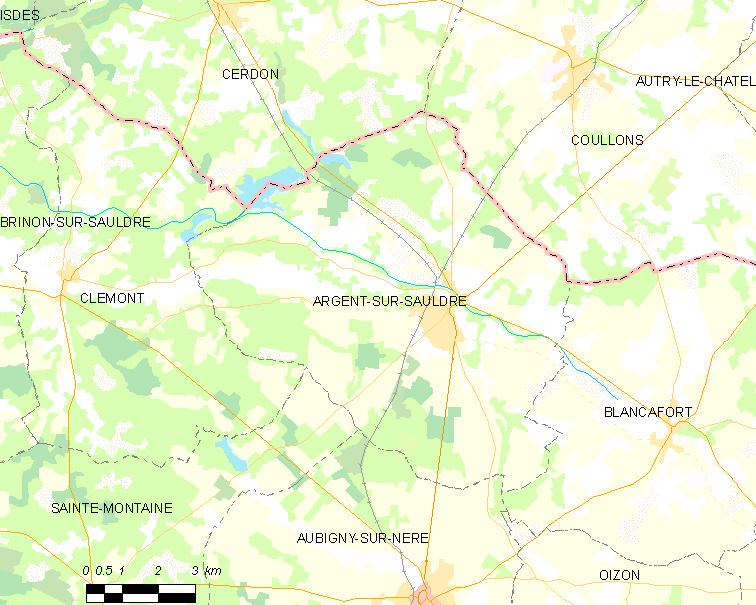
索尔德河畔阿尔让的OSM定位图

索尔德河畔阿尔让的时区为UTC+01:00、UTC+02:00（夏令时）。

## 行政
索尔德河畔阿尔让的邮政编码为18410，INSEE市镇编码为18011。

## 政治
索尔德河畔阿尔让所属的省级选区为内尔河畔欧比尼县。

## 人口

1962-2008年间索尔德河畔阿尔让人口变化图示

索尔德河畔阿尔让于2022年1月1日时的人口数量为2040人。